# Edoardo Gioja
Edoardo Gioja, né à Rome le 27 septembre 1862 et morte à Londres le 30 mai 1937, est un peintre, décorateur et photographe italien.

## Biographie
Edoardo Gioja est le fils de Belisario Gioja, peintre de tableaux de genre, qui a été élève de Mariano Fortuny ; il suit des études classiques dans un institut français à Rome puis se consacre à la peinture sous la direction de son père ; il peint notamment avec lui en 1878 Interno di antiquario [Intérieur d'un magasin d'antiquités].
De 1882 à 1889, il voyage dans les principales villes italiennes et européennes, effectuant de longs séjours en Allemagne, à Paris, à Londres et en Hollande, où il complète sa formation artistique en visitant les musées et les galeries les plus importants. Il peint des tableaux d'inspiration littéraire et historique : Partenza per la caccia [Départ pour la chasse] en 1882 ; I Crociati [les Croisés] en 1888-1890.

## Collections
- Centre de documentation(ICCD) du ministère italien pour les Biens et Activités culturels

## Expositions
- 1981 : L'Archivio di Edoardo Gioja : bozzetti, disegni, pastelli, olii, fotografie e riproduzioni dal 1878 al 1913, Galleria dell'Emporio floreale, Rome.

## Galerie

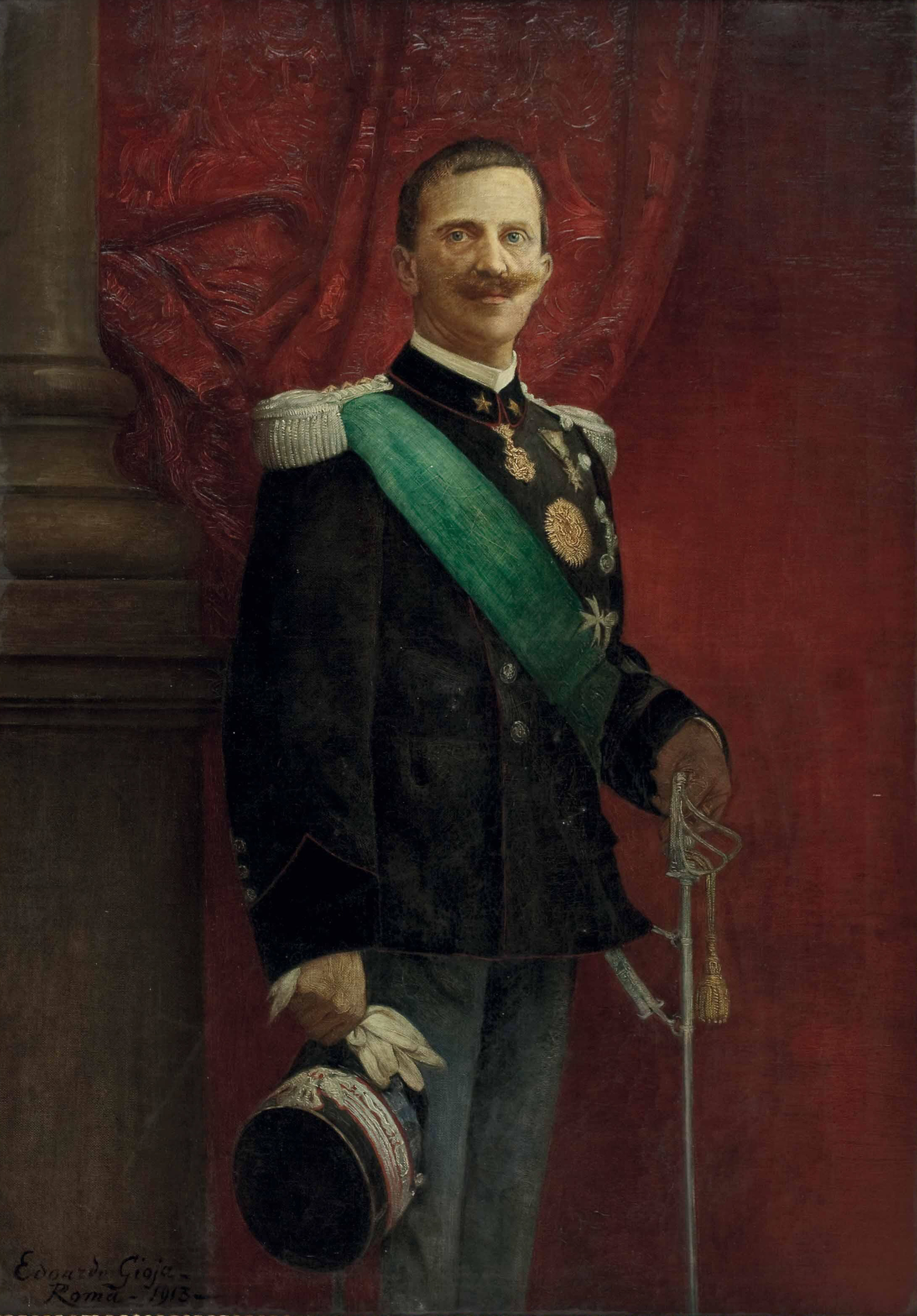
Portrait du roi d'Italie Victor-Emmanuel III, huile sur toile, 1913.